# Valaþúfa
Valaþúfa är ett berg i republiken Island. Det ligger i regionen Suðurland, 150 km sydost om huvudstaden Reykjavík. Toppen på Valaþúfa är 516 meter över havet.
Trakten runt Valaþúfa är nära nog obefolkad, med mindre än två invånare per kvadratkilometer. Närmaste större samhälle är Vík í Mýrdal, omkring 12 kilometer sydost om Valaþúfa. Trakten runt Valaþúfa består i huvudsak av gräsmarker.